# 紐約州步槍及手槍協會訴紐約市案
紐約州步槍及手槍協會訴紐約市案（New York State Rifle & Pistol Association, Inc. v. City of New York, New York）, 590 US ___ (2020)、縮寫為 NYSRPA v. NYC，亦稱為 NYSRPA I（以區別於未判決的案件）本案件涉及紐約市的槍支所有權法；該法限制將持牌槍支帶出家門，是否違反了美國憲法第二修正案、商業條款以及旅行權。這是繼哥倫比亞特區訴海勒案(2008年)、與麥當勞訴芝加哥市案(2010年)之後，美國最高法院近十年來接受審查的第一起重大槍支的相關案件。在美國最高法院同意審理此案後，紐約市及紐約州修改了法律以緩和受到質疑的條款。在2020年4月的一項法庭判決中，美國最高法院確定本案沒有實際意義，將本案件廢止並將案件發回下級法院；以確定“請願人是否仍可在本訴訟案中依據紐約市的舊有法規增加損害賠償的要求”。
在紐約市修改相關的法律之前，本案被視為最高法院的保守多數派在擴大美國槍支權利的可能性工具。在一份不同意見説明書中，阿利託大法官、戈薩奇大法官以及托馬斯大法官表示，他們認為本案沒有實際意義；紐約市的法律侵犯了請願人在美國第二修正案上之權利，而下級法院對"海勒"(Heller)的解釋過於狹隘。卡瓦諾大法官表示同意；但也同意阿利託大法官立場，即是最高法院應審查海勒目前在下級法院的申請。

## 參閲
- 槍械
- 槍械管制
- 正當防衛
- 美國槍支政策
- 美国全国步枪协会
- 持枪权
- 紐約州步槍及手槍協會訴布魯恩案（英语：New York State Rifle & Pistol Association, Inc. v. Bruen）
- 紐約州步槍及手槍協會（英语：New York State Rifle and Pistol Association）
- 北伊利諾伊大學法學院（英语：Northern Illinois University College of Law）(NIU Law)

## 外部連結
- New York State Rifle & Pistol Association Inc. v. City of New York No. 18-280, 590 U.S. ___ (2020)的文本可参见：Justia · Supreme Court (slip opinion)
- Supreme Court docket （页面存档备份，存于） for New York State Rifle & Pistol Association, Inc. v. City of New York (No. 18-280)